# Zbigniew Bródka
Zbigniew Marcin Bródka (* 8. října 1984 Głowno) je polský rychlobruslař.
Na mezinárodní scéně startuje od roku 2008, kdy debutoval ve Světovém poháru. Roku 2010 poprvé závodil na Mistrovství Evropy (16. místo), následně se zúčastnil Zimních olympijských her ve Vancouveru, kde se v závodě na 1500 m umístil na 27. místě. Na MS ve víceboji 2010 byl patnáctý. Úspěchů dosáhl v sezóně 2012/2013, kdy vyhrál celkové hodnocení Světového poháru na distanci 1500 m a kdy získal bronzovou medaili ve stíhacím závodě družstev na Mistrovství světa na jednotlivých tratích (v individuálních závodech byl na tomto MS pátý na 1000 m a šestý na 1500 m). Zúčastnil se ZOH 2014, odkud si přivezl zlatou medaili z tratě 1500 m a bronz ze stíhacího závodu družstev, kromě toho byl čtrnáctý na kilometru. Na ME 2018 získal bronzovou medaili ve stíhacím závodě družstev. Zúčastnil se Zimních olympijských her 2018, kde v závodě na 1500 m skončil na 12. místě. Startoval na ZOH 2022 (hromadný start – semifinále).